# Bonneville-et-Saint-Avit-de-Fumadières
Bonneville-et-Saint-Avit-de-Fumadières é uma comuna francesa na região administrativa da Nova Aquitânia, no departamento Dordonha. Estende-se por uma área de 6,97 km². Em 2010 a comuna tinha 330 habitantes (densidade: 47,3 hab./km²).